# Dynastie des Pallava
IIIe siècle – 888
Entités suivantes :
- Chola

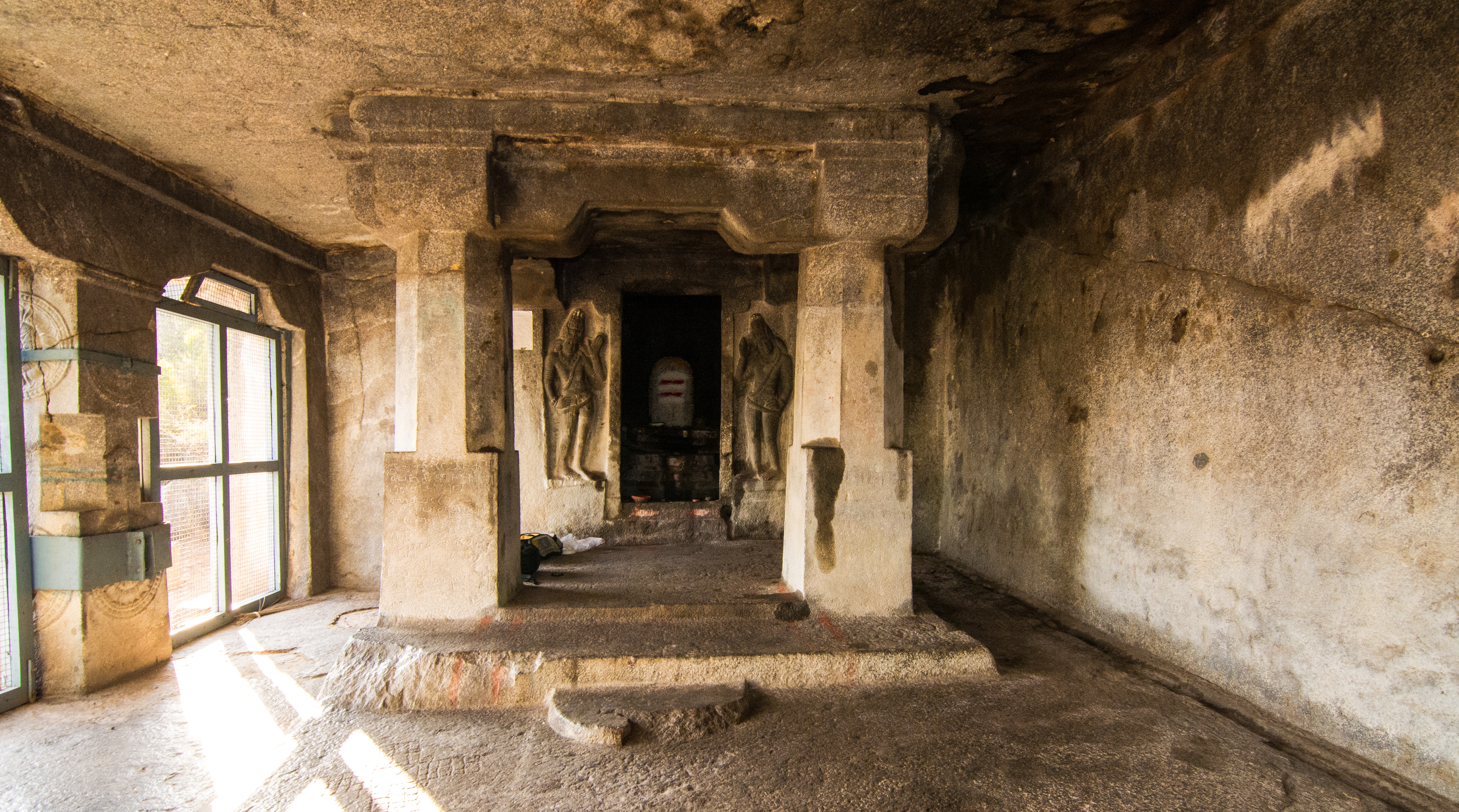
Intérieur du temple shivaïte de Dalavanur (Tamil Nadu), datant de l'époque des Pallava.

Les Pallava sont une dynastie hindoue qui a dominé l'Inde du Sud-Est de la fin du IIIe siècle au IXe siècle. Ils régnaient depuis leur capitale Kânchîpuram et à l'apogée de leur puissance leur empire s'étendait sur la majeure partie de l'Inde du Sud, bordé par les terres des Chalukya au Nord, celles des Chera à l'Ouest et  celles des Chola au Sud. La période des Pallava est un temps de grands changements spirituels en Inde du Sud, le bouddhisme est en déclin, le jaïnisme en pleine croissance et le mouvement de la bhakti fait son apparition, tandis que les mystiques vaishnava Alvar et shivaïte Nayanmar sont pleinement actifs.
Sous les Pallava, le commerce maritime est prospère avec le Sri Lanka et l'Asie du Sud-Est. C'est une période favorable aussi pour les arts, musique, peinture, littérature, et architecture. Les temples en pierre  remplacent les bâtiments excavés, comme on l'observe sur le site de Mahabalipuram, avec ses Rathas et son remarquable Temple du Rivage. Mahabalipuram est censé être le lieu des installations portuaires des Pallava, mais aucune fouille archéologique n'a pu le confirmer. Les effets du séisme du 26 décembre 2004 dans l'océan Indien ont cependant révélé des structures qui sont étudiées par l'Archaeological Survey of India. Les Pallava occupés dans une guerre constante avec le Chalukyas de Badami, sont finalement éclipsés par les Chola au VIIIe siècle comme puissance majeure de la région. 
Les spécialistes de l'Asie du Sud-Est appellent « écriture pallava » l'alphabet vatteluttu originaire du sud de l'Inde, qui est la base de nombreux systèmes d'écritures de la région, notamment les alphabets birman, javanais, khmer.

## Râjas Pallava
Avant 575, les datations sont peu sûres.
- Bappadeva (v. 225 - 250)

- Visnugopa (v. 350-v. 355)
- Kumaravishnu I (v. 355-v. 370)
- Skandavarman II (v. 370-v. 385)
- Viravarman (v. 385-v. 400)
- Skandavarman III (v. 400-v. 438)
- Simhavarman II (v. 438-v. 460)
- Skandavarman IV (v. 460-v. 480)
- Nandivarman I (v. 480-v. 500)
- Kumaravishnu II (v. 500-v. 520)
- Buddhavarman (v. 520-v. 540)
- Kumaravishnu III (v. 540-v. 550)
- Simhavarman III (v. 550-v. 574)

- Simhavishnu (575-615)
- Mahendravarman I (615-630)
- Narasimhavarman I (630-668)
- Mahendravarman II (668-670)
- Parameshvaravarman I (670-690)
- Narasimhvarman II (690-715)[2]
- Parameshvaravarman II (715-717)
- Nandivarman II (717-760)
- Dantivarman (760-812)
- Nandivarman III (812-844)
- Nripatungavarman (844-870)
- Aparajîta (870-888)